# Nerocila swainsoni
Nerocila swainsoni är en kräftdjursart som beskrevs av Leach 1818. Nerocila swainsoni ingår i släktet Nerocila och familjen Cymothoidae. Inga underarter finns listade i Catalogue of Life.